# North American Soccer League (1979)
North American Soccer League 1979 – 12. sezon NASL, ligi zawodowej znajdującej się na najwyższym szczeblu rozgrywek w Stanach Zjednoczonych i Kanadzie. Finał Soccer Bowl został rozegrany 8 września 1979 roku. Soccer Bowl zdobyła drużyna Vancouver Whitecaps.

## Rozgrywki
W rozgrywkach ligi NASL w sezonie 1979 udział wzięły 24 zespoły. Każdy klub musiał mieć w swojej drużynie co najmniej dwóch Amerykanów oraz 17 zawodników.
Toronto Croatia postanowiła wrócić do swojej dawnej ligi – NSL. Colorado Caribous przeniosło swoją siedzibę do Atlanty w celu odrodzenia Atlanty Chiefs w październiku 1978 roku, Oakland Stompers przeniósł siedzibę do Edmonton na miesiąc przed rozpoczęciem sezonu.

## Sezon zasadniczy
W = Wygrane, P = Porażki, GZ = Gole strzelone, GS = Gole stracone, BP = Punkty bonusowe PKT = Liczba zdobytych punktów
Punktacja:
- 6 punktów za zwycięstwo
- 0 punktów za porażkę
- 1 punkt każdy za gol zdobyty w trzech meczach

### Konferencja Amerykańska
| Eastern Division         | W  | P  | GZ | GS | BP | PKT | Dom  | Wyjazd |
| ------------------------ | -- | -- | -- | -- | -- | --- | ---- | ------ |
| Tampa Bay Rowdies        | 19 | 11 | 67 | 46 | 55 | 169 | 14-1 | 5-10   |
| Fort Lauderdale Strikers | 17 | 13 | 75 | 64 | 63 | 165 | 9-6  | 8-7    |
| Philadelphia Fury        | 10 | 20 | 55 | 60 | 51 | 111 | 10-5 | 0-15   |
| New England Tea Men      | 12 | 18 | 41 | 56 | 41 | 110 | 8-7  | 4-11   |

| Central Division  | W  | P  | GZ | GS | BP | PKT | Dom  | Wyjazd |
| ----------------- | -- | -- | -- | -- | -- | --- | ---- | ------ |
| Houston Hurricane | 22 | 8  | 61 | 46 | 55 | 187 | 15-0 | 7-8    |
| Chicago Sting     | 16 | 14 | 70 | 61 | 63 | 159 | 9-6  | 7-8    |
| Detroit Express   | 14 | 16 | 60 | 56 | 49 | 132 | 10-5 | 4-11   |
| Memphis Rogues    | 6  | 24 | 38 | 74 | 37 | 73  | 3-12 | 3-12   |

| Western Division     | W  | P  | GZ | GS | BP | PKT | Dom  | Wyjazd |
| -------------------- | -- | -- | -- | -- | -- | --- | ---- | ------ |
| San Diego Sockers*   | 15 | 15 | 59 | 55 | 50 | 140 | 7-8  | 8-7    |
| California Surf      | 15 | 15 | 53 | 56 | 50 | 140 | 9-6  | 6-9    |
| Edmonton Drillers    | 8  | 22 | 43 | 78 | 40 | 88  | 7-8  | 1-14   |
| San Jose Earthquakes | 8  | 22 | 41 | 74 | 38 | 86  | 4-11 | 4-11   |

- San Diego Sockers i California Surf zdobyły tyle samo punktów. O tytule w dywizji zadecydował bilans bramek.[4]

### Konferencja Narodowa
| Eastern Division     | W  | P  | GZ | GS | BP | PKT | Dom  | Wyjazd |
| -------------------- | -- | -- | -- | -- | -- | --- | ---- | ------ |
| New York Cosmos      | 24 | 6  | 84 | 52 | 72 | 216 | 13-2 | 11-4   |
| Washington Diplomats | 19 | 11 | 68 | 50 | 59 | 172 | 12-3 | 7-8    |
| Toronto Blizzard     | 14 | 16 | 52 | 65 | 49 | 133 | 9-6  | 5-10   |
| Rochester Lancers    | 15 | 15 | 43 | 57 | 42 | 132 | 11-4 | 4-11   |

| Central Division | W  | P  | GZ | GS | BP | PKT | Dom  | Wyjazd |
| ---------------- | -- | -- | -- | -- | -- | --- | ---- | ------ |
| Minnesota Kicks  | 21 | 9  | 67 | 48 | 58 | 184 | 14-1 | 7-8    |
| Dallas Tornado   | 17 | 13 | 53 | 51 | 50 | 152 | 9-6  | 8-7    |
| Tulsa Roughnecks | 14 | 16 | 61 | 56 | 55 | 139 | 11-4 | 3-12   |
| Atlanta Chiefs   | 12 | 18 | 59 | 61 | 49 | 121 | 9-6  | 3-12   |

| Western Division    | W  | P  | GZ | GS | BP | PKT | Dom  | Wyjazd |
| ------------------- | -- | -- | -- | -- | -- | --- | ---- | ------ |
| Vancouver Whitecaps | 20 | 10 | 54 | 34 | 52 | 172 | 12-3 | 8-7    |
| Los Angeles Aztecs  | 18 | 12 | 62 | 47 | 54 | 162 | 10-5 | 8-7    |
| Seattle Sounders    | 13 | 17 | 58 | 52 | 47 | 125 | 9-6  | 4-11   |
| Portland Timbers    | 11 | 19 | 50 | 75 | 46 | 112 | 6-9  | 5-10   |

| Awans do playoff         |
| Mistrz rundy zasadniczej |

## Liderzy klasyfikacji

### Kanadyjska
Punktacja:
- 2 punkty za bramkę
- 1 punkt za asystę

| Zawodnik            | Drużyna                          | Mecze | Gole | Asysty | Punkty |
| ------------------- | -------------------------------- | ----- | ---- | ------ | ------ |
| Oscar Fabbiani      | Tampa Bay Rowdies                | 26    | 25   | 8      | 58     |
| Giorgio Chinaglia   | New York Cosmos                  | 27    | 26   | 5      | 57     |
| Gerd Müller         | Fort Lauderdale Strikers         | 25    | 19   | 17     | 55     |
| David Robb          | Philadelphia Fury                | 30    | 16   | 20     | 52     |
| Jeff Bourne         | Atlanta Chiefs                   | 29    | 18   | 15     | 51     |
| Karl-Heinz Granitza | Chicago Sting                    | 30    | 20   | 10     | 50     |
| Teófilo Cubillas    | Fort Lauderdale Strikers         | 30    | 16   | 18     | 50     |
| Alan Willey         | Minnesota Kicks                  | 29    | 21   | 7      | 49     |
| Dennis Tueart       | New York Cosmos                  | 27    | 16   | 16     | 48     |
| Laurie Abrahams     | California Surf/Tulsa Roughnecks | 25    | 18   | 9      | 45     |
| Johan Cruyff        | Los Angeles Aztecs               | 23    | 13   | 16     | 42     |

### Bramkarze
| Zawodnik        | Drużyna                             | Mecze | Minuty | Stracone bramki | Średnia straconych bramek na mecz | Wygrane | Remisy | Porażki | Shutouty |
| --------------- | ----------------------------------- | ----- | ------ | --------------- | --------------------------------- | ------- | ------ | ------- | -------- |
| Phil Parkes     | Vancouver Whitecaps                 | 29    | 2704   | 100             | 29                                | 0.96    | 20     | 9       | 7        |
| Victor Nogueira | Atlanta Chiefs                      | 17    | 1432   | 79              | 20                                | 1.26    | 8      | 8       | 5        |
| Željko Bilecki  | Tampa Bay Rowdies                   | 17    | 1549   | 93              | 22                                | 1.28    | 12     | 5       | 5        |
| Mike Ivanow     | Seattle Sounders                    | 28    | 2517   | 149             | 39                                | 1.39    | 13     | 15      | 2        |
| Bill Irwin      | Washington Diplomats                | 28    | 2603   | 134             | 42                                | 1.45    | 17     | 11      | 4        |
| Paul Hammond    | Houston Hurricane                   | 29    | 2705   | 215             | 44                                | 1.46    | 21     | 8       | 6        |
| Volkmar Gross   | San Diego Sockers/Minnesota Kicks   | 24    | 2132   | 137             | 38                                | 1.604   | 17     | 7       | 6        |
| Kevin Keelan    | New England Tea Men                 | 25    | 2242   | 133             | 40                                | 1.605   | 12     | 13      | 2        |
| Colin Boulton   | Los Angeles Aztecs/Tulsa Roughnecks | 30    | 2746   | 109             | 49                                | 1.606   | 16     | 14      | 7        |
| Tino Lettieri   | Minnesota Kicks                     | 16    | 1368   | 95              | 25                                | 1.63    | 10     | 5       | 2        |

## Drużyna gwiazd sezonu
| Pozycja | Pierwsza drużyna                        | Druga drużyna                               | Wyróżnienia                       |
| ------- | --------------------------------------- | ------------------------------------------- | --------------------------------- |
| BR      | Phil Parkes (Vancouver Whitecaps)       | Paul Hammond (Houston Houston Hurricane)    | Alan Mayer (San Diego Sockers)    |
| OB      | Carlos Alberto Torres (New York Cosmos) | Marinho (New York Cosmos)                   | Steve Litt (Minnesota Kicks)      |
| OB      | Bruce Wilson (Chicago Sting)            | John Gorman (Tampa Bay Rowdies)             | Bobby Smith (San Diego Sockers)   |
| OB      | Wim Rijsbergen (New York Cosmos)        | Mihalj Keri (Los Angeles Aztecs)            | Wim Suurbier (Los Angeles Aztecs) |
| OB      | Mike Connell (Tampa Bay Rowdies)        | Bob Lenarduzzi (Vancouver Whitecaps)        | Artur (New England Tea Men)       |
| PO      | Franz Beckenbauer (New York Cosmos)     | Teófilo Cubillas (Fort Lauderdale Strikers) | Rodney Marsh (Tampa Bay Rowdies)  |
| PO      | Johan Neeskens (New York Cosmos)        | Vladislav Bogićević (New York Cosmos)       | Alan Hudson (Seattle Sounders)    |
| PO      | Ace Ntsoelengoe (Minnesota Kicks)       | Alan Ball (Vancouver Whitecaps)             | Gerry Daly (New England Tea Men)  |
| NA      | Johan Cruyff (Los Angeles Aztecs)       | Óscar Fabbiani (Tampa Bay Rowdies)          | Jorgen Kristensen (Chicago Sting) |
| NA      | Trevor Francis (Detroit Express)        | Karl-Heinz Granitza (Chicago Sting)         | Steve Wegerle (Tampa Bay Rowdies) |
| NA      | Giorgio Chinaglia (New York Cosmos)     | Gerd Müller (Fort Lauderdale Strikers)      | Dennis Tueart (New York Cosmos)   |

## Playoff
Do play-offów w tym sezonie awansowały po dwa najlepsze drużyny z każdej dywizji, potem o rozstawieniu decydowała kolejność punktów zdobytych w sezonie zasadniczym. W przypadku remisu w danym dwumeczu rozgrywano dodatkowy mecz tzw. minigra, który trwał 30 minut lub do zdobycia złotego gola, a w przypadku remisu w regulaminowym czasie tego meczu rozgrywano serie rzutów karnych.
|  |                          |                          |                          |                     |   |                       |                       |                       |  |  |                    |                    |                    |  |  |                  |                  |                  |
|  | Ćwierćfinały Konferencji | Ćwierćfinały Konferencji | Ćwierćfinały Konferencji |                     |   | Półfinały Konferencji | Półfinały Konferencji | Półfinały Konferencji |  |  | Finały Konferencji | Finały Konferencji | Finały Konferencji |  |  | Soccer Bowl 1978 | Soccer Bowl 1978 | Soccer Bowl 1978 |
|  | Ćwierćfinały Konferencji | Ćwierćfinały Konferencji | Ćwierćfinały Konferencji |                     |   | Półfinały Konferencji | Półfinały Konferencji | Półfinały Konferencji |  |  | Finały Konferencji | Finały Konferencji | Finały Konferencji |  |  | Soccer Bowl 1978 | Soccer Bowl 1978 | Soccer Bowl 1978 |
|  |                          |                          |                          |                     |   |                       |                       |                       |  |  |                    |                    |                    |  |  |                  |                  |                  |
|  |                          |                          |                          |                     |   |                       |                       |                       |  |  |                    |                    |                    |  |  |                  |                  |                  |
|  | A1                       | Houston Hurricane        | 0                        |                     |   |                       |                       |                       |  |  |                    |                    |                    |  |  |                  |                  |                  |
|  | A1                       | Houston Hurricane        | 0                        |                     |   |                       |                       |                       |  |  |                    |                    |                    |  |  |                  |                  |                  |
|  | A8                       | Philadelphia Fury        | 2                        |                     |   |                       |                       |                       |  |  |                    |                    |                    |  |  |                  |                  |                  |
|  | A8                       | Philadelphia Fury        | 2                        |                     |   | A8                    | Philadelphia Fury     | 0                     |  |  |                    |                    |                    |  |  |                  |                  |                  |
|  |                          |                          |                          |                     |   | A8                    | Philadelphia Fury     | 0                     |  |  |                    |                    |                    |  |  |                  |                  |                  |
|  |                          |                          | A2                       | Tampa Bay Rowdies   | 2 |                       |                       |                       |  |  |                    |                    |                    |  |  |                  |                  |                  |
|  | A2                       | Tampa Bay Rowdies        | A2                       | Tampa Bay Rowdies   | 2 | 2                     |                       |                       |  |  |                    |                    |                    |  |  |                  |                  |                  |
|  | A2                       | Tampa Bay Rowdies        |                          |                     |   |                       |                       |                       |  |  |                    |                    |                    |  |  |                  |                  |                  |
|  | A7                       | Detroit Express          | 0                        |                     |   |                       |                       |                       |  |  |                    |                    |                    |  |  |                  |                  |                  |
|  | A7                       | Detroit Express          | 0                        |                     |   | A2                    | Tampa Bay Rowdies     | 2                     |  |  |                    |                    |                    |  |  |                  |                  |                  |
|  |                          |                          |                          |                     |   |                       |                       |                       |  |  |                    |                    |                    |  |  |                  |                  |                  |
|  |                          |                          | A3                       | San Diego Sockers   | 1 |                       |                       |                       |  |  |                    |                    |                    |  |  |                  |                  |                  |
|  | A3                       | San Diego Sockers        | A3                       | San Diego Sockers   | 1 | 2                     |                       |                       |  |  |                    |                    |                    |  |  |                  |                  |                  |
|  | A3                       | San Diego Sockers        |                          |                     |   |                       |                       |                       |  |  |                    |                    |                    |  |  |                  |                  |                  |
|  | A6                       | California Surf          | 0                        |                     |   |                       |                       |                       |  |  |                    |                    |                    |  |  |                  |                  |                  |
|  | A6                       | California Surf          | 0                        |                     |   | A3                    | San Diego Sockers     | 2                     |  |  |                    |                    |                    |  |  |                  |                  |                  |
|  |                          |                          |                          |                     |   | A3                    | San Diego Sockers     | 2                     |  |  |                    |                    |                    |  |  |                  |                  |                  |
|  |                          |                          | A5                       | Chicago Sting       | 0 |                       |                       |                       |  |  |                    |                    |                    |  |  |                  |                  |                  |
|  | A4                       | Fort Lauderdale Strikers | A5                       | Chicago Sting       | 0 | 0                     |                       |                       |  |  |                    |                    |                    |  |  |                  |                  |                  |
|  | A4                       | Fort Lauderdale Strikers |                          |                     |   |                       |                       |                       |  |  |                    |                    |                    |  |  |                  |                  |                  |
|  | A5                       | Chicago Sting            | 2                        |                     |   |                       |                       |                       |  |  |                    |                    |                    |  |  |                  |                  |                  |
|  | A5                       | Chicago Sting            | 2                        |                     |   | A2                    | Tampa Bay Rowdies     | 1                     |  |  |                    |                    |                    |  |  |                  |                  |                  |
|  |                          |                          |                          |                     |   |                       |                       |                       |  |  |                    |                    |                    |  |  |                  |                  |                  |
|  |                          |                          | N3                       | Vancouver Whitecaps | 2 |                       |                       |                       |  |  |                    |                    |                    |  |  |                  |                  |                  |
|  | N1                       | New York Cosmos          | N3                       | Vancouver Whitecaps | 2 | 2                     |                       |                       |  |  |                    |                    |                    |  |  |                  |                  |                  |
|  | N1                       | New York Cosmos          |                          |                     |   |                       |                       |                       |  |  |                    |                    |                    |  |  |                  |                  |                  |
|  | N8                       | Toronto Blizzard         | 0                        |                     |   |                       |                       |                       |  |  |                    |                    |                    |  |  |                  |                  |                  |
|  | N8                       | Toronto Blizzard         | 0                        |                     |   | N1                    | New York Cosmos       | 2                     |  |  |                    |                    |                    |  |  |                  |                  |                  |
|  |                          |                          |                          |                     |   | N1                    | New York Cosmos       | 2                     |  |  |                    |                    |                    |  |  |                  |                  |                  |
|  |                          |                          | N7                       | Tulsa Roughnecks    | 1 |                       |                       |                       |  |  |                    |                    |                    |  |  |                  |                  |                  |
|  | N2                       | Minnesota Kicks          | N7                       | Tulsa Roughnecks    | 1 | 0                     |                       |                       |  |  |                    |                    |                    |  |  |                  |                  |                  |
|  | N2                       | Minnesota Kicks          |                          |                     |   |                       |                       |                       |  |  |                    |                    |                    |  |  |                  |                  |                  |
|  | N7                       | Tulsa Roughnecks         | 2                        |                     |   |                       |                       |                       |  |  |                    |                    |                    |  |  |                  |                  |                  |
|  | N7                       | Tulsa Roughnecks         | 2                        |                     |   | N1                    | New York Cosmos       | 1                     |  |  |                    |                    |                    |  |  |                  |                  |                  |
|  |                          |                          |                          |                     |   |                       |                       |                       |  |  |                    |                    |                    |  |  |                  |                  |                  |
|  |                          |                          | N3                       | Vancouver Whitecaps | 2 |                       |                       |                       |  |  |                    |                    |                    |  |  |                  |                  |                  |
|  | N3                       | Vancouver Whitecaps      | N3                       | Vancouver Whitecaps | 2 | 2                     |                       |                       |  |  |                    |                    |                    |  |  |                  |                  |                  |
|  | N3                       | Vancouver Whitecaps      |                          |                     |   |                       |                       |                       |  |  |                    |                    |                    |  |  |                  |                  |                  |
|  | N6                       | Dallas Tornado           | 0                        |                     |   |                       |                       |                       |  |  |                    |                    |                    |  |  |                  |                  |                  |
|  | N6                       | Dallas Tornado           | 0                        |                     |   | N3                    | Vancouver Whitecaps   | 2                     |  |  |                    |                    |                    |  |  |                  |                  |                  |
|  |                          |                          |                          |                     |   | N3                    | Vancouver Whitecaps   | 2                     |  |  |                    |                    |                    |  |  |                  |                  |                  |
|  |                          |                          | N5                       | Los Angeles Aztecs  | 1 |                       |                       |                       |  |  |                    |                    |                    |  |  |                  |                  |                  |
|  | N4                       | Washington Diplomats     | N5                       | Los Angeles Aztecs  | 1 | 0                     |                       |                       |  |  |                    |                    |                    |  |  |                  |                  |                  |
|  | N4                       | Washington Diplomats     |                          |                     |   |                       |                       |                       |  |  |                    |                    |                    |  |  |                  |                  |                  |
|  | N5                       | Los Angeles Aztecs       | 2                        |                     |   |                       |                       |                       |  |  |                    |                    |                    |  |  |                  |                  |                  |
|  | N5                       | Los Angeles Aztecs       | 2                        |                     |   |                       |                       |                       |  |  |                    |                    |                    |  |  |                  |                  |                  |
|  |                          |                          |                          |                     |   |                       |                       |                       |  |  |                    |                    |                    |  |  |                  |                  |                  |

### Pierwsza runda
| Drużyna 1          | Vs | Drużyna 2                | Pierwszy mecz | Rewanż   | Minigra |                                             |
| ------------------ | -- | ------------------------ | ------------- | -------- | ------- | ------------------------------------------- |
| Philadelphia Fury  | -  | Houston Hurricane        | 2:1           | 2:1      | x       | 14 sierpnia – 3,337 • 20 sierpnia – 7,530   |
| Detroit Express    | -  | Tampa Bay Rowdies        | 0:3           | 1:3      | x       | 15 sierpnia – 21,539 • 19 sierpnia – 27,210 |
| Chicago Sting      | -  | Fort Lauderdale Strikers | 2:0           | 1:0      | x       | 15 sierpnia – 10,019 • 18 sierpnia – 13,691 |
| San Diego Sockers  | -  | California Surf          | 4:2           | 7:2      | x       | 16 sierpnia – 8,460 • 18 sierpnia – 10,225  |
| Tulsa Roughnecks   | -  | Minnesota Kicks          | 2:1 (OT)      | 2:1 (OT) | x       | 15 sierpnia – 14,105 • 19 sierpnia – 28,996 |
| Dallas Tornado     | -  | Vancouver Whitecaps      | 2:3           | 1:2      | x       | 15 sierpnia – 8,829 • 18 sierpnia – 30,328  |
| Los Angeles Aztecs | -  | Washington Diplomats     | 3:1           | 4:3 (OT) | x       | 15 sierpnia – 12,042 • 19 sierpnia – 14,802 |
| Toronto Blizzard   | -  | New York Cosmos          | 1:3           | 0:2      | x       | 16 sierpnia – 30,356 • 19 sierpnia – 46,531 |

### Półfinały Konferencji
| Drużyna 1          | Vs | Drużyna 2           | Pierwszy mecz | Rewanż | Minigra |                                             |
| ------------------ | -- | ------------------- | ------------- | ------ | ------- | ------------------------------------------- |
| San Diego Sockers  | -  | Chicago Sting       | 2:0           | 1:0    | x       | 22 sierpnia – 11,561 • 25 sierpnia – 15,379 |
| Los Angeles Aztecs | -  | Vancouver Whitecaps | 3:2 (k. 2:1)  | 0:1    | 0:1     | 22 sierpnia – 21,213 • August 25 – 32,375   |
| Philadelphia Fury  | -  | Tampa Bay Rowdies   | 2:3 (k. 0:2)  | 0:1    | x       | 23 sierpnia – 10,395 • 25 sierpnia – 21,112 |
| Tulsa Roughnecks   | -  | New York Cosmos     | 3:0           | 0:3    | 1:3     | 23 sierpnia – 26,011 • 26 sierpnia – 76,031 |

### Finały Konferencji
| Drużyna 1           | Vs | Drużyna 2         | Pierwszy mecz | Rewanż       | Minigra      |                                            |
| ------------------- | -- | ----------------- | ------------- | ------------ | ------------ | ------------------------------------------ |
| Vancouver Whitecaps | -  | New York Cosmos   | 2:0           | 2:3 (k. 1:3) | 1:0 (k. 3:2) | 29 sierpnia – 32,875 • 1 września – 44,109 |
| San Diego Sockers   | -  | Tampa Bay Rowdies | 2:1           | 2:3 (k. 0:3) | 0:1          | 30 sierpnia – 20,267 • 2 września – 38,766 |

### Soccer Bowl 1979
| 8 września 1979 14:00 EDT | Vancouver Whitecaps · Whymark 12:37', 59:37' | 2:11:1 | Tampa Bay Rowdies · 22:25' Van der Veen | Giants Stadium, East Rutherford Widzów: 50 699 Sędzia: Gino D'Ippolito (Stany Zjednoczone) |
|                           |                                              |        |                                         |                                                                                            |

| North American Soccer League 1979 Zwycięzcy |
| ------------------------------------------- |
| Vancouver Whitecaps 1. Tytuł                |

## Nagrody
- MVP: Johan Cruyff (Los Angeles Aztecs)
- Trener Roku: Timo Liekoski (Houston Hurricane)
- Odkrycie Roku: Larry Hulcer (Los Angeles Aztecs)
- Piłkarz Roku Ameryki Północnej: Rick Davis (New York Cosmos)
- MVP Playoffu: Alan Ball (Vancouver Whitecaps)